# Tompa
Tompa je město v Maďarsku v župě Bács-Kiskun v okrese Kiskunhalas.

## Poloha
Tompa leží na jihu Maďarska u hranic se Srbskem. Nachází se zde jeden z významných silničních hraničních přechodů do Srbska a nedaleko odsud je hlavní železniční hraniční přechod do Srbska Kelebia-Subotica. Kiskunhalas je vzdálen 27 km, Kecskemét 92 km a Subotica 15 km.